# Mosaico de la Dama de Cartago
El mosaico de la Dama de Cartago es un mosaico descubierto en el sitio arqueológico de Cartago, durante las excavaciones llevadas a cabo en 1953 en la colina de Sayda. Difícil de interpretar porque procede de un contexto en gran parte desconocido, la obra, de una «notable finura de ejecución», según el historiador del arte Mohamed Yacoub, se conserva en el Museo Nacional de Cartago y es una de sus joyas.

## Historia
Fue descubierto en 1953 en una villa tardorromana excavada durante la urbanización de la zona. Sin embargo, es difícil datar la villa con precisión, ya que no ha sido posible excavar todo el distrito de Sayda, que sigue siendo en gran parte desconocido. La obra está fechada entre el reino vándalo y el Imperio bizantino, y no puede datarse antes del segundo cuarto del siglo V. Otros autores, como Yacoub, mencionan el siglo IV sin mayor precisión, o incluso la sitúan en la segunda mitad de ese siglo. Algunos, que la ven como una representación de la emperatriz Teodora, datan la obra en el siglo VI.

## Descripción

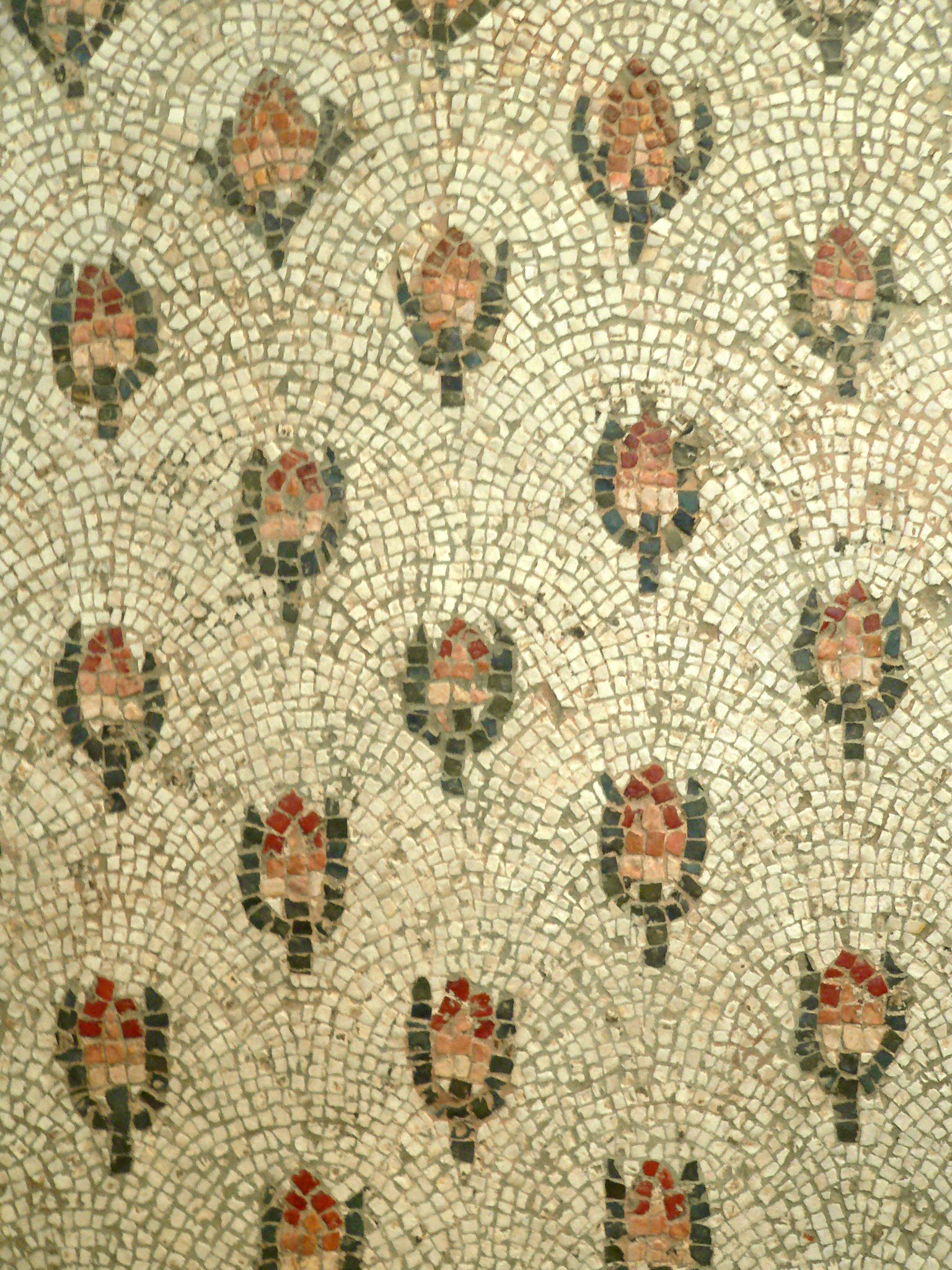
Rosas del mosaico del Fénix sobre una plantación de rosas del Museo del Louvre.

La representación formaba el centro (emblema) de un mosaico mayor y mide 1,08 m x 1,02 m. Las teselas son de mármol y vidrio, de color verde, amarillo y blanco. Aunque la pintura ha perdido algunas teselas, el conjunto se conserva relativamente bien. El resto del mosaico estaba formado por rosas alternativamente abiertas y en capullo.
El motivo central está enmarcado sobre un fondo rojo con rombos y círculos alternados y perlas.
El personaje se presenta en forma de busto. La cabeza, con tocado femenino y diadema, está rodeada por una aureola gris y lleva largos pendientes. Los ojos son muy grandes y miran fijamente al espectador; del rostro del rostro «surge una impresión de gravedad y melancolía». La vestimenta es masculina: la figura está vestida con una túnica amarilla y un manto  púrpura atado sobre el hombro con una fíbula; en la mano izquierda sostiene un cetro largo con una bola en el extremo; dos dedos —índice y corazón— de su mano derecha están extendidos mientras que los otros están doblados, en señal de bendición.

## Interpretación
El mosaico es original comparado con hallazgos de Cartago que datan de la misma época, y muestra similitudes con representaciones conocidas en Oriente. El emblema puede haber sido importado de esta región o realizado por artesanos de la misma.
La mayoría de los estudiosos consideran que el mosaico es un retrato de una emperatriz bizantina, Teodora. Sin embargo, es difícil imaginar cómo un retrato imperial pudo ser colocado en el suelo y pisoteado de esta manera. La ausencia de una fíbula propia de la familia imperial también pone en duda esta hipótesis.
Algunos historiadores consideran que la figura es un ángel  bizantino, aunque la ausencia de alas y la dificultad para asignarle un género no apoyan esta opinión. Este último rasgo parece indicar que se trata de una personificación o incluso de una alegoría, tal vez una representación de la propia ciudad de Cartago.
La ausencia de cualquier signo religioso evidente en la obra es característica de una época en la que el cristianismo aún no había eclipsado al paganismo y la ambigüedad seguía estando a la orden del día.
Es una pieza importante del arte del mosaico de la Antigüedad tardía, en la que destacan características específicas, como la estilización y la postura hierática.